# Антонія Португальська
Антонія Португальська (порт. Antónia de Portugal) також Антонія де Браганса (порт. Antónia de Bragança), повне ім'я Антонія Марія Фернанда Мікаела Габріела Рафаела Франциска де Ассіз Ана Ґонзаґа Сільверія Джулія Августа де Саксен-Кобург-Гота і Браганса (порт. Antónia Maria Fernanda Micaela Gabriela Rafaela Francisca de Assis Ana Gonzaga Silvéria Júlia Augusta de Saxe-Coburgo-Gotha e Bragança; нар. 17 лютого 1845 — пом. 27 грудня 1913) — португальська інфанта з династії Кобург-Браганса, принцеса Саксен-Кобург-Готи та герцогиня Саксонії, донька королеви Португалії Марії II та її консорта Фернанду II, дружина князя Гогенцоллерна-Зігмарінгена Леопольда, матір короля Румунії Фердинанда I.

## Біографія
Антонія народилась 17 лютого 1845 року в Беленському палаці Лісабона. Вона була п'ятою дитиною та другою донькою в родині королеви Португалії Марії II та її другого чоловіка Фернанду II, який походив із Саксен-Кобург-Готської династії. Дівчинка мала старших братів Педру, Луїша та Жуана й сестру Марію-Анну. Згодом сім'я поповнилася молодшими дітьми, Фердинандом та Августом. Матір померла пологами, коли Антонії було вісім. Королем Португалії став Педру, а до його повноліття батько виконував роль регента.
Інфанта здобула гарну освіту та мала добрий характер. Була популярною як серед народу, так і у колі родини.
Як і її сестра, Антонія рано вийшла заміж. У віці 16 вона стала дружиною принца Леопольда Гогенцоллерна-Зігмарінгена, старшого від неї на десять років. Перед цим її брат Педру був щасливо одруженим із молодшою сестрою Леопольда, Стефанією, однак та померла за рік після весілля. Вінчання відбулося 12 вересня 1861 у Лісабоні. За шість днів молодята на корветі «Бартоломеу Діаш» вирушили до Німеччини. Вів корабель брат Антонії, Луїш. У подружжя народилося троє синів.
Невдовзі після появи дітей, її чоловіку запропонували корону Іспанії, і, хоча він відмовився, зрештою це призвело до Франко-прусської війни. У 1885 році Леопольд успадкував титул князя Гогенцоллерна та став головою роду Гогенцоллернів-Зігмарінгенів.
У 1887 році Антонія вперше за чверть століття навідала батьківщину. Вона прибула до Португалії 25 березня, й була тепло зустрінута народом.
17 квітня 1893 року у палаці Зігмарінген відбулася пожежа, внаслідок чого східне крило будівлі було фактично зруйноване. Замок відбудували у стилі еклектики, а у 1902 році додали до нього Португальську галерею, названу на честь Антонії.
Леопольда не стало у червні 1905 у Берліні. Княгиня була невтішною після такої втрати, до того ж вона дуже сумувала за рідною землею. Померла перед Першою світовою війною, 27 грудня 1913, у віці 68 років у Зігмарінгені. Похована у Зігмарінгені у крипті церкви Спасителя неподалік чоловіка.

## Титули
- 17 лютого 1845—12 вересня 1861 — Її Королівська Високість Інфанта Антонія Португальська, Принцеса Саксен-Кобург-Готи, Герцогиня Саксонії;
- 12 вересня 1861—3 вересня 1869 — Її Королівська Високість Спадкоємна Княгиня Гогенцоллерна-Зігмарінгена;
- 3 вересня 1869—2 червня 1885 — Її Королівська Високість Спадкоємна Княгиня Гогенцоллерн;
- 2 червня 1885—8 червня 1905 — Її Королівська Високість Княгиня Гогенцоллерн;
- 8 червня 1905—27 грудня 1913 — Її Королівська Високість Вдовіюча Княгиня Гогенцоллерн.

## Родина

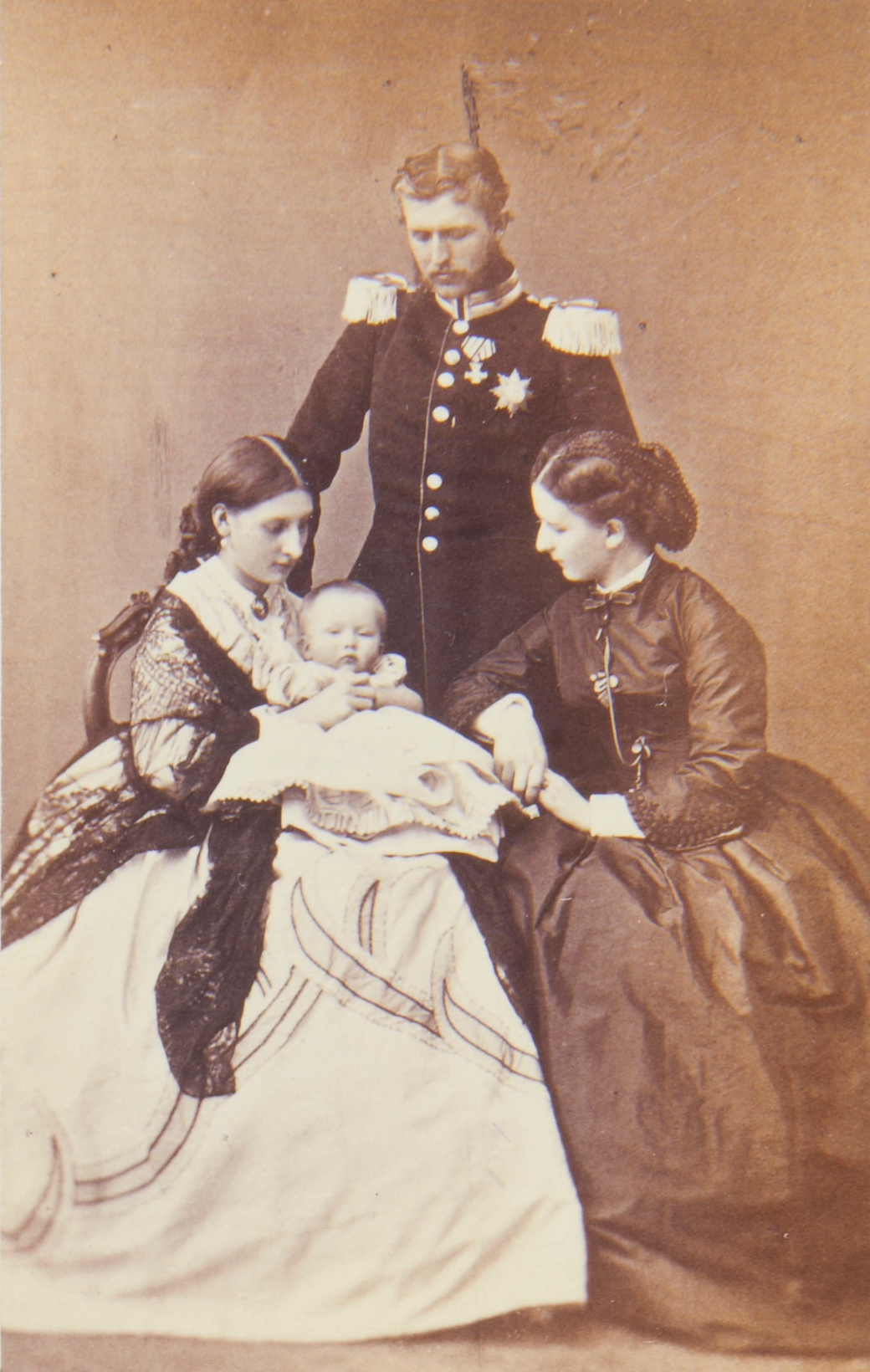
Антонія із старшим сином, чоловіком та його сестрою, 1866

Чоловік — Леопольд Гогенцоллерн-Зігмарінгенський
Дітиː
- Вільгельм (1864—1927) — князь Гогенцоллерн-Зігмарінген у 1905—1927 роках, генерал від інфантерії прусської армії, був одруженим із сицилійською принцесою Марією Терезою, а після її смерті — із баварською принцесою Адельгундою, мав трьох дітей від першого шлюбу;
- Фердинанд (1865—1927) — король Румунії у 1914—1927 роках, був одруженим із британською принцесою Марією Единбурзькою, мав шестеро дітей;
- Карл Антон (1868—1919) — генерал-лейтенант прусської армії, був одруженим із бельгійською принцесою Жозефіною, мав четверо дітей.

## Нагороди
- Орден Непорочного зачаття Діви Марії Вілла-Вікозької № 53 (Португальське королівство) (18 лютого 1845);[11]
- Орден Святої Ізабелли (Португальське королівство);
- Орден Королеви Марії Луїзи № 497 (Іспанія) (23 жовтня 1855);[11]
- Орден Луїзи (Королівство Пруссія);
- Орден Зіркового хреста (Австро-Угорщина)[12].